# Мильтенберг
Мильтенберг (нем. Miltenberg) — город и городская община в Германии, районный центр, расположен в земле Бавария. 
Подчинён административному округу Нижняя Франкония. Входит в состав района Мильтенберг.  Население городской общины составляет 9177 человек (на 31 декабря 2010 года). Занимает площадь 60,18 км². Официальный код  —  09 6 76 139.
Городская община подразделяется на 7 городских районов.

## Население

Мильтенберг, панорама

По оценке на 31 декабря 2015 года население общины Мильтенберг составляет 9372 чел. 

| Дата      | 1840 | 1871 | 1900 | 1925 | 1939 | 1950 | 1961 | 1970 | 1987 | 2011 |
| --------- | ---- | ---- | ---- | ---- | ---- | ---- | ---- | ---- | ---- | ---- |
| Население | 4000 | 4260 | 4785 | 5420 | 5958 | 9657 | 9163 | 8977 | 8842 | 9092 |

| Год       | 1960 | 1970 | 1980 | 1990 | 2000 | 2009 | 2010 | 2011 | 2012 | 2013 | 2014 | 2015 |
| --------- | ---- | ---- | ---- | ---- | ---- | ---- | ---- | ---- | ---- | ---- | ---- | ---- |
| Население | 9122 | 9030 | 9332 | 9443 | 9729 | 9347 | 9177 | 9102 | 9182 | 9197 | 9310 | 9372 |